# 机动战士GUNDAM Online
《机动战士GUNDAM Online》（中国大陆官方译为，简称GUNDAMOL）是BANDAI NAMCO Online开发的一款大型多人在线第三人称射击游戏。
在日本由万代南梦宫娱乐运营。在中国由久游网代理运营。台港澳已經在2019年2月4日結束營運。2021年12月14日万代南梦宫娱乐宣布日本地区将于2022年3月30日关闭运营，久游网确认中国大陆将于2022年3月31日关闭运营。

## 概述
遊戲收录有相应作品的机体供玩家使用，在初期以宇宙世纪U.C.0079为背景，只有一年戰爭時期出現的機體，之後版本更新陆续追加U.C.0079以後的机体，时间横跨U.C.0079至U.C.0169，甚至出現非宇宙世紀的機體。

## 机体类型
强袭型
拥有强大的机动性，单兵作战能力很强，擅长在中近距离边移动边对目标进行攻击。多负责执行突袭据点、搬运战略兵器，破坏敌后修理点等任务，是战场的中坚力量。
重击型
可装备各种中距离高输出高爆发的武器（如各类蓄力武器），能在短时间内给敌方造成大量伤害。在战场上通常依靠其强大的中距离火力来防守阵地或推进战线。由于其可能无法配备格斗武器，所以重击型机体需要尽量避免被擅长格斗的强袭型机体近身。
支援型
可利用修理枪和补给装置恢复己方机体的装甲值和弹药数，为友军提供后勤支援。还可以利用雷达、防空炮、摄像枪等支援兵器在战场情报、阵地防御上为己方提供的支持。
炮击型
可装备了迫击炮、榴弹炮等类型的武器，能对敌方阵地进行炮击。因其普遍不擅长中近距离作战，所以一般都拥有较高的装甲值。
狙击型
可装备各种类型的狙击枪，在千里之外对目标（敌方机体、各类炮台、皇牌机体、设置物等）进行狙击，为前线的友军提供更安全的战斗环境。此外，狙击型机体还可设置地雷。

## 登场作品
| 电视动画 - 機動戰士鋼彈 - 機動戰士Z 鋼彈 - 機動戰士鋼彈 ZZ - 機動戰士鋼彈模型大师 BEGINNING G - 新機動戰記GUNDAM W - 機動戰士V鋼彈 - ∀鋼彈 - GUNDAM Reconguista in G（陸服限定） - 机機動戰士鋼彈SEED - 機動戰士GUNDAM SEED DESTINY - 機動戰士鋼彈00 - 機動戰士鋼彈AGE - 機動戰士鋼彈 鐵血孤兒 剧场版动画 - 機動戰士鋼彈剧场版 - 机动战士Z 鋼彈剧场版 - 機動戰士鋼彈 逆袭的夏亚 - 機動戰士鋼彈 NT - 機動戰士鋼彈 閃光的哈薩威 - 機動戰士鋼彈 F91 OVA动画 - 機動戰士鋼彈0080：口袋里的战争 - 機動戰士鋼彈0083：Stardust Memory - 機動戰士鋼彈第08MS小队 - 機動戰士鋼彈 MS IGLOO - 機動戰士鋼彈 Thunderbolt - 機動戰士鋼彈 UC - 機動戰士鋼彈 THE ORIGIN - 機動戰士GUNDAM Twilight AXIS - 機動戰士鋼彈SEED C.E.73 STARGAZER | 电子游戏 - 鋼彈无双 - 機動戰士鋼彈 CROSS DIMENSION 0079 - 機動戰士鋼彈外传 THE BLUE DESTINY - 機動戰士鋼彈外传 殖民地堕落之地… - 機動戰士鋼彈战记 Lost War Chronicles - 機動戰士鋼彈 相逢在宇宙 - 機動戰士鋼彈外传 宇宙、闪光的尽头… - Zeonic Front 機動戰士鋼彈0079 - 機動戰士鋼彈外传 MISSING LINK - 機動戰士鋼彈战记 - GUNDAM TACTICS MOBILITY FLEET0079 - 機動戰士鋼彈 战场之绊 - 機動戰士鋼彈 基連之野望 | 小说、漫画、其他作品 - 機動戰士鋼彈小说版 - MSV - MS-X - M-MSV - MSV-R - 機動戰士鋼彈0080：口袋里的战争 MSV - 鋼彈前哨战 - 機動戰士鋼彈 我们是联邦愚联队 - 機動戰士鋼彈 KATANA - 機動戰士鋼彈0083 REBELLION - CCA-MSV - Z-MSV - ZZ-MSV - 機動戰士鋼彈 战略战术大图鉴 - 機動戰士鋼彈 UC小说版 - 機動戰士鋼彈UC BANDE DESSINEE - ADVANCE OF Ζ 迪坦斯的旗下 - 機動戰士新體驗-0087- GREEN DIVERS - MSD - 阿納海姆實驗室日誌 - 機動戰士海盜鋼彈 - 機動戰士海盜鋼彈 鋼鐵之七人 - 機動戰士海盜鋼彈 Ghost - 機動戰士海盜鋼彈 Dust - 機動戰士鋼彈 逆襲的夏亞～貝托蒂嘉的子嗣 - 机动战士MOON鋼彈 - 機動戰士GUNDAM F90 - 機動戰士鋼彈00外傳 - 機動戰士鋼彈 SEED MSV - 機動戰士鋼彈 SEED ASTRAY |

## 登場機體

### 秩序之衛士（ORDER）
機體以各系列作品中作為地球政府軍的機體為主。

#### 強襲型
吉姆
登場作品：機動戰士高達
機體介紹：作為高達的量產機而開發的機體。雖然沒有很突出的性能，但是是機體·武裝有著良好平衡性的強襲類型的基本機體。
吉姆（白色野犬隊式樣）
登場作品：機動戰士高達
機體介紹：地球聯邦軍的白色野犬隊使用的吉姆。為了適應地上戰進行了多次修改，比起原來的吉姆在性能上有所提升。
裝甲強化型吉姆
登場作品：機動戰士高達
機體介紹：將吉姆改作為近戰專用而開發的機體。既能通過懸浮達到高速移動有配有盾牌，能更加容易地把戰鬥帶入擅長的近戰。
吉姆輕裝型
登場作品：機動戰士高達
機體介紹：通過簡化吉姆的各部裝甲來達到輕量化的機體。通過犧牲裝甲，來獲得非常高的移動性能。
吉姆防衛特裝型
登場作品：機動戰士高達
機體介紹：以防衛艦船，軍事設施為目的而開發的機體。專用的防衛盾的耐久力很高，可以一邊防禦敵人的攻擊一邊進軍來幫助友軍將前線推進。
吉姆指揮型
登場作品：機動戰士高達
機體介紹：以能夠在殖民地內部戰鬥為主要目標而開發的吉姆。為了將殖民地的損壞減少到最小限度，主要攜帶實體彈兵器。機體的基本性能及平衡性都非常優秀。
吉姆指揮型(宇宙戦式様)
登場作品：機動戰士高達
機體介紹：將吉姆吉姆指揮型改成了宇宙戦式様後的機體。以高威力的鐳射兵器作為主要武器，裝備有適應宇宙戰鬥的背包。
吉姆指揮輕裝型
登場作品：機動戰士高達
機體介紹：將吉姆指揮型的裝甲輕量化，從而成功地提高了機動性的機體。具有很高的格鬥能力和移動速度，擅長近戰。
吉姆寒冷地式樣
登場作品：機動戰士高達
機體介紹：配備在北極聯邦基地的機體。進行了特別改造，使其能夠應對在極地運用時可能產生的關節凍結和機器冰凍的問題，主兵器為準確性更高的實體彈機槍。
吉姆強襲型
登場作品：機動戰士高達
機體介紹：針對機動戰士彼此間的格鬥進行了強化的吉姆。高超的機動力，以及專用的雙光束矛武器，都是為了發揮其擅長近戰的特長。
力量型吉姆
登場作品：機動戰士高達0083
機體介紹：在吉姆改的基礎上，加入了「高達開發計劃」用的新型部件的實驗機體。具備很高的裝甲和推進性能，本作中作為地上用機體登場。
水中型吉姆
登場作品：機動戰士高達
機體介紹：為了用於水中戰鬥而被開發的吉姆衍生機。具有水中的適應性，提升了在水中移動速度。
陸戰型高達
登場作品：機動戰士高達
機體介紹：利用高達的剩餘部件生產的陸戰用高達。雖然是架高水準的機體，武器性能也很高，但是再次出擊的時間很長，對此必須注意。
高達原型機
登場作品：機動戰士高達
機體介紹：地球聯邦軍最初開發的機動戰士。能全面適應從近戰到射擊的各種戰鬥，以此為概念而開發的機體。擁有高機動性並且擅長近戰。
水中型高達(強襲裝備)
登場作品：機動戰士高達
機體介紹：重修水中型吉姆的設計，面向前線戰鬥開發的機體。配有很多諸如偏光鐳射步槍和魚叉槍等在水中可以發揮效果的武器。
藍色命運1號機
登場作品：機動戰士高達
機體介紹：陸戰型高達搭載了陸戰型吉姆的頭部及試驗開發的「EXAM系統」後的機體。配備於實驗部隊「土撥鼠(港譯：白老鼠)隊」。
吉姆(指揮官用)
登場作品：機動戰士高達
機體介紹：作為指揮官用的特製吉姆。特徵是背包上裝備了兩把鐳射軍刀，另外，通信機能也有所強化。
吉姆特裝型
登場作品：機動戰士高達0083
機體介紹：採用了高達NT-1的諸多構造的吉姆改的性能提昇機體。雖然沒有非常出眾的特長，但是以高火力的吉姆步槍為主要輸出，在任何戰場都能表現活躍。
陸戰型吉姆（強襲裝備）
登場作品：機動戰士高達
機體介紹：比普通吉姆先行量產的地上戰用的吉姆。具備有豐富的槍砲武器，可以臨機應變地應付近·中距離戰鬥。

#### 重擊型
初期型吉姆
登場作品：機動戰士高達
機體介紹：吉姆的先行試作量產機版本。裝備有光束步槍和火箭炮等豐富的武裝，擅長中距離戰鬥。

#### 支援型
吉姆訓練機
登場作品：機動戰士高達
機體介紹：為了MS訓練而開發的機體。配備有修理其他機體的修理槍，以及用於鎖定敵機的雷達艙之類眾多支援友軍的裝備。

#### 炮擊型
量產型太空坦克
登場作品：機動戰士高達
機體介紹：簡化了各機能的太空坦克量產型。裝備的迫擊砲可以從上空攻擊遠方的地點。

#### 狙擊型
吉姆狙擊型
登場作品：機動戰士高達
機體介紹：裝備了狙擊槍的陸戰型吉姆。可以使用在射程上極具優勢的狙擊槍從遠方進行遠距離射擊。
吉姆狙擊特裝型
登場作品：機動戰士高達
機體介紹：以提升吉姆的綜合性能為目標而開發的機體，增加了高火力的武裝，耐彈性和機動性等相關性能也有一定的提升。
吉姆狙擊型Ⅱ
登場作品：機動戰士高達
機體介紹：與吉姆狙擊型基於同一概念，在後期型的基礎上開發的機動戰士。特別強化了射擊能力，搭載了精密射擊用的鐳射傳感器與光學攝像機。
吉姆狙擊型Ⅱ(沃爾夫/狙擊裝備)
登場作品：機動戰士高達
機體介紹：在非洲戰線和宇宙反攻作戰中大顯身手的地球聯邦軍皇牌機師「利德・沃爾夫」的愛機之一。塗裝採用了利德・沃爾夫愛用的黑色塗裝。
吉姆狙擊型(武裝強化型}
登場作品：機動戰士高達
機體介紹：裝備了狙擊槍的陸戰型吉姆。提升了狙擊槍的光束出力控制，能夠輕鬆應付近距離至遠距離之間廣泛範圍的戰鬥。

### 黎明之番人（REBELION）
機體以各系列作品中反地球政府軍、宇宙殖民地獨立軍和獨立武裝部隊的機體為主。

#### 強襲型
渣古I
登場作品：機動戰士高達
機體介紹：1年戰爭前開發的機體。雖然沒有很突出的性能，但是是機體·武裝有著良好平衡性的強襲類型的基本機體。
渣古ⅡF型
登場作品：機動戰士高達
機體介紹：是許多同系機體原型的著名機體。擁有能夠進行地球侵攻作戰的優秀性能，由於其靈活性和擴展性都非常優秀，所以之後派生出了很多機體。
渣古ⅡFS型
登場作品：機動戰士高達
機體介紹：作為指揮官專用機的渣古Ⅱ改良型。擁有與出色機動性相平衡的頂尖機體性能，並裝備了豐富的槍砲武器。
大魔
登場作品：機動戰士高達
機體介紹：具有懸浮移動能力面向局地戰開發的機體。雖然可以通過懸浮來進行長距離和高速的移動，但是很難加速，也不擅長微小的路線改變。
大魔高機動試作機
登場作品：機動戰士高達
機體介紹：進一步提升了大魔的機動性後誕生的機體。特有大範圍熱能槍和高機動性，比較適合一擊命中後迅速脫離的戰法。
老虎
登場作品：機動戰士高達
機體介紹：為了代替渣古、作為陸戰專用機而開發的機體。強化了近戰格鬥的能力。因為不擅長中·遠距離戰鬥，所以要非常注意和敵人的間隔。
老虎特裝型
登場作品：機動戰士鋼彈
機體介紹：為了提升老虎的性能而開發的機體。在原先擅長格鬥的基礎上，增加了加特林護盾，使得射擊性能也有大幅提升。
亞古爾魔蟹(龜霸)
登場作品：機動戰士高達
機體介紹：為隱秘行動而開發的水陸兩用MS。雖然作為低成本機沒有很顯著的性能，但還是裝備了米加粒子炮和導彈發射器等一定的武器裝備。
戰蟹(愛爾蘭魔蟹)
登場作品：機動戰士高達
機體介紹：水陸兩用MS中初次被量產化的機體。特點是擁有非常高性能的裝甲，即便身中數彈也能強行接近目標。
魔蟹
登場作品：機動戰士高達
機體介紹：吉翁軍的水陸兩用MS。裝甲性能很低但機動性很高，配有米加粒子炮和導彈發射器，可以在任意距離輕易地展開戰鬥。
高戰蟹(高機動型愛爾蘭魔蟹)
登場作品：機動戰士高達
機體介紹：根據綜合開發計劃新設計的機體。通過輕量化使運動性能上升，並且搭載新型發電機來達到高能量輸出，以非常高的強襲能力著稱
伊夫利特改
登場作品：機動戰士高達
機體介紹：新人類兵器伊夫利特搭載了「EXAM系統」後形成的機體。EXAM啟動時，雖然可以發揮令人驚異的戰鬥能力，但也有在短時間內就會過熱的缺點。

#### 重擊型
渣古ⅡJ型
登場作品：機動戰士高達
機體介紹：為了用於地上戰鬥而進行改造的渣古Ⅱ。配有火箭炮，擅長中距離戰鬥。
渣古IIF型(重擊裝備)
登場作品：機動戰士高達
機體介紹：從初期量產的C型中除去耐核裝備的機體，量產了非常多的數量。以中距離攻擊為目的，可以裝備包括火箭炮在內的多種槍砲武器。
渣古水中型
登場作品：機動戰士高達
機體介紹：為了開發水中用的MS，基於渣古而設計的MS。具有水中的適應性，提升了在水中移動的速度。

#### 支援型
渣古工作型
登場作品：機動戰士高達
機體介紹：為了將渣古Ⅰ用於作業而進行改造的機體。配備有修理其他機體的修理槍，以及用於鎖定敵機的雷達艙等眾多支援友軍的裝備。

#### 炮擊型
渣古坦克
登場作品：機動戰士高達
機體介紹：將損壞的渣古廢物利用開發的機體。裝備的迫擊砲可以從上空攻擊遠方的地點。

#### 狙擊型
渣古I狙擊型
登場作品：機動戰士高達
機體介紹：為了將渣古Ⅰ用於遠距離狙擊而改造的MS。可以使用在射程上極具優勢的狙擊槍來從遠方進行遠距離射擊。

### 陸服/三地服原創機體

#### 強襲型
加貝拉‧迪特改(特殊裝備)
登場作品：機動戰士高達0083
機體介紹：加貝拉‧迪特的強化派生型。各類性能都得到了強化的機體。
Z高達(生化感應器啟動)
登場作品：機動戰士Z高達
機體介紹：生化感應器啟動狀態下的Z高達,機體性能得到揘升,受到光束武器的傷害減少。
ZZ高達(棓鬥強化裝備)
登場作品：機動戰士高達ZZ
機體介紹：強化鐳射軍刀出的ZZ高達,性能上為格鬥進行了特化。

#### 重擊型
百式改
登場作品：機動戰士Z高達
機體介紹：百式的改良型。是一台機動性能優秀並且武裝極為多樣的機體。
全裝甲高達MK-II(鐳射攻擊強化型)
登場作品：機動戰士Z高達
機體介紹：讓高達MK-II裝備全裝甲系統後，以強化裝甲，提升火力和機動性為目的的形態。雖然整體性能得到了提升，但是由於自重增加導致不適於近距離作戰。
量產型ν高達(引導炮裝備)
登場作品：機動戰士高達 馬沙之反擊
機體介紹：地球聯邦軍的試作型MS，持有蓄力鐳射步槍等強力武器。
全裝甲型百式改
登場作品：機動戰士Z高達
機體介紹：在百式改的基礎上增加了MEGA粒子炮、鐳射大炮等強化武裝，並且通過追加裝甲提升了機體的防禦能力。
蒼藍命運2號機(地球聯邦軍式樣)
登場作品：機動戰士高達
機體介紹：以陸戰型高達為原型，搭載有EXAM系統的機體。通過調整武裝提升了火力，但因為無法裝備護盾，防禦力略有下降。
ν高達(DF裝備型)
登場作品：機動戰士高達 馬沙之反擊
機體介紹：在背包的左右裝備了飛翼浮游炮的型態。裝備有蓄力光束步槍等武器，火力得到了提升。

## 运营

### 日本
- 2011年12月16日，第一次α测试
- 2012年4月27日，第二次α测试
- 2012年8月3日，第三次α测试
- 2012年10月24日，第一次β测试
- 2012年12月19日，第二次β测试
- 2012年12月25日，正式运营
- 2022年3月30日，停止營運

### 大陸
- 2015年1月6日，删档内测[8]
- 2015年1月28日，不删档内测[2]
- 2015年5月27日，公测[9]
- 2022年3月31日，停止營運

### 台港澳
- 2016年7月28日，封測
- 2016年8月4日，公測
- 2019年2月4日，停止營運